# Aeolesthes holosericea
Aeolesthes holosericea är en skalbaggsart som först beskrevs av Fabricius 1787.  Aeolesthes holosericea ingår i släktet Aeolesthes och familjen långhorningar.
Artens utbredningsområde är:
- Laos.
- Burma.
- Sri Lanka.

Inga underarter finns listade i Catalogue of Life.